# 硇洲马尾藻
硇洲马尾藻（学名：Sargassum naozhouense），一种于中国广东省湛江市硇洲岛发现的海藻，隶属于马尾藻科马尾藻属，被列为中国国家二级重点保护野生植物。

## 形态特征
藻体灰褐色，中等大小，高约6厘米，固着器圆盘状。主干较短，圆柱形，光滑，高约5毫米，直径为2毫米。主枝数条，从主干顶部长出，圆柱形，光滑；高约60厘米，直径为1－1.5毫米；具有黑色腺点（干标本不明显）。分枝从主枝的叶腋中长出，密生藻叶、气囊和生殖托，小枝上有黑色的腺点。基部藻叶较厚，长披针形、线性；长2－3厘米，宽2－3毫米；边缘全缘，顶端钝；基部为长楔形；叶脉不贯顶（干标本不清楚）；毛窠少量，不规则分散在叶各处，基部具有圆柱形短柄。分枝和小枝上的叶，线形或丝状，边缘全缘；长1－1.5厘米，宽1－2毫米，基部长楔形；柄丝状；没有叶脉；具少量毛窠。气囊球形，或卵圆形；表面丝滑；直径1－2毫米；顶端圆形，大多数无细尖；没有毛窠；囊柄丝状，长约1毫米。雌雄异株。雌生殖托和雄生殖托都是圆柱形，表面光滑；没有锯齿；基部具有圆柱形柄；单个或具有分枝；大多数单生或2－3个组成简单托聚，总状排列，着生在小枝叶腋间。雄托长4－5毫米，直径为0.2－0.4毫米；雌托长3－4毫米，直径为0.3－0.5毫米。叶托混生，生殖托上常常生出气囊或小叶，尤其是雌托，较为普遍。

## 食用价值
硇洲马尾藻是一种高膳食纤维、高蛋白、低脂肪，且富含铁、锌元素的天然优质保健原料。在产地湛江硇洲岛地区居民自古就有食用硇洲马尾藻以清热解毒的传统习惯。该藻在当地已开展人工养殖。